# Wesmaelius davidicus
Wesmaelius davidicus är en insektsart som först beskrevs av Navás 1910.  Wesmaelius davidicus ingår i släktet Wesmaelius och familjen florsländor. Inga underarter finns listade i Catalogue of Life.